# Свети Архангели (Сятища)
Вижте пояснителната страница за други значения на Свети Архангели.
„Свети Архангели и Свети Трима Йерарси“ (на гръцки: Ιερός Ναός Παμμεγίστων Ταξιαρχών και Τριών Ιεραρχών Σιάτιστας) е възрожденска православна енорийска църква в град Сятища, Егейска Македония, Гърция, част от Сисанийската и Сятищка епархия на Вселенската патриаршия.

## Местоположение
Храмът е построен на стръмен склон в южната махала Герания. Посветен е на Светите Архангели и на Светите трима йерарси Василий Велики, Григорий Богослов и Йоан Златоуст.

## История
Църквата е изградена в 1798 година от сятищянина монах и учител Йона (1737 – 1825). Изписването на църквата е дело на различни художници, един от които е Евтимиос от Патра, който рисува в Сятища в края на XVIII век и началото на XIX век, а по-късно се установява в Белград и Земун. В трема на южната страна има частично унищожен стенопис на съда на Христо от Пилат Понтийски, който е уникален в региона. Изображението е датирано 9 август 1840 година и под него има надпис „Το ἀντίτυπον τοῦτο εὕρηται ἐν Βιέννῃ τῆς Αὐστρίας πλακί λιθίνῃ κεχαραγμένο“.

### Ктиторски надпис в наоса
В горната част на главния вход има дълъг ктиторски надпис от 1798 година на 21 реда с главни букви, поставени в хоризонтален пергаментов лист, изписани с черен цвят върху пепеляв хоросан. Надписът е запазен в сравнително добро състояние, като хоросанът е паднал само от горната централна част. Правописът е верен, а стилът е висок. Текстът се състои от две части: просителната, която заема първите дванадесет реда и ктиторска на останалите девет. Втарата, ктиторска част гласи:
| „ | Ἀρχιερατεύοντος τοῦ Πανιερωτάτου Θειοτάτου τε κ(αὶ) Θεοπροβλήτου Μητροπολίτου τῆς ἁγιωτάτης Μητροπόλεως Σισανίου κ(αὶ) Σιατίστης, κυρίου κυρίου Νεοφύτου· καταγομένου ἐκ τῆς τῶν Γρεβενῶν κωμοπόλεως καλουμένης // Αὐδέλλας. Ἐπῳκοδομήθη κατὰ τὸ : ΑΨSΗ : ἔτος ἐν μηνὶ Μαρτίῳ : Ζ: ὁ ἱερὸς οὗτος εὐκτήριος οἶκος διὰ συνδρομῆς αὐτοῦ ὧ δώη Κύριος τὰ ψυχοσωτήρια // {Ἀρξάμενος οὖν κατὰ τὴν αὐτοῦ : Ζ : κ(αὶ) ἔληξε κατὰ τὴν : ΚΕ :} // Πρωτεύοντος δὲ ἐν ταύτῃ τῇ πολιτείᾳ κ(αὶ) τοῦ ἐν τιμιωτάτοις κυρίου Κωνσταντίνου Λαζάρου Ἀλεξίου, οὗτινος ἡ συνδρομὴ οὐκ ὀλίγη κατεστάθη ὧ δώη Κύριος ψυχοσωτήριον ὠφέλειαν εἰς μνημόσυ- // νον αἰωνίον αὐτοῦ τε κ(αὶ) τοῦ οἴκου αὐτοῦ: // Ἤρξαντο οἱ τοιχουργοὶ κ(αὶ) ἔληξαν εἰς ἡμέρας : ΙΗ : οἱ δὲ εὐτιτανοπλεκογλύπται τὴν τοῦ Θαργηλιῶνος Ε : κ(αὶ) τὴν τοῦ Μαγειτνιῶνος : ΛΑ τοῦ αὐτοῦ ἔτους // ἔληξαν οἱ δὲ εἰκονογράφοι κατὰ τὸ θεωρούμενον εἶδος κ(αὶ) σχῆμα ἔκτοτε ἕως τοῦ ἔτους τοῦ : ΑΩΕ : ἐν μηνὶ Ἀπριλίῳ κατὰ : Ε : ἔληξαν // οὓς σὺν τοῖς κεκοπιακόσι κ(αὶ) φωρουμένοις πολὺ ἢ ὀλίγον εἰς πᾶν ἔργον ψυχωφελὲς ἐλεῆσαι ὁ Θεός διὰ πρεσβειῶν ἐκείνων, ὧν κεκοπιάκασιν// Ἐν ἔτει ΑΩΕ : Ἀπριλίου : Ε : По времето на архиерейството на всепреподобния, божествен и богопрославен митрополит на всесвятата митрополия на Сисани и Сятища, господин господин Неофит, родом от градчето Авдела, Гревенско. Надстрои се в годината ἈΨSΗ (1798), в месец март 7, този свещен молитвен дом, със съдействието на същия, комуто Господ да дари спасение на душата. {Той започна на 7 и завърши на 25 [същия месец].} При управлението в този град също така и на всепочитаемия господин Константинос Лазару Алексиу, чиято помощ не беше малка — комуто Господ да дари духовна полза и вечно възпоменание за него и неговия дом. Зидарите започнаха и завършиха за 18 дни. А дърворезбарите на 5 на месеца таргелион и на 31 на месеца магитнион от същата година. А иконописците завършиха работата си според предвидените изображения и форми, оттогава до годината ΑΩΕ (1805), в месец април 5. Нека Бог помилва всички, които са се трудили и потрудили, много или малко, за всяко душеполезно дело — по молитвите на онези, които са се потрудили. През годината 1805, на април 5. | “ |

От текста следва, че църквата е „надстроена“ на 7 март 1798 година, когато епископството на митрополията е в ръцете на Неофит (1792 – 1811), родом от Авдела, Гревена263. Глаголът ἐπῳκοδομήθη „надстроявам“, „разширявам“ показва съществуването на по-стара църква. Не са открити обаче останки, които да свидетелстват за съществуването на църква преди 1798 година. В много случаи подобни глаголи не трябва да се приемат буквално. Възможно е на мястото на храма да е имало малко параклисче. Интересен е четиринадесетият ред: „ἐπῳκοδομήθη … διὰ συνδρομῆς αὐτοῦ…“, фраза, която ясно показва, че авторът и основателят на храма са идентични. Въпреки че името му не е написано никъде в надписа, то косвено се подразбира от текста. Това е монахът Йона, ктитор на храма на и автор на надписа. Доказателство, че той е основател на храма, е са по-късният ктиторски надпис в проскомидията на Светилището и неговият ктиторски портрет в женската църква.

### Ктиторски надпис в проскомидията
Единственото писмено свидетелство за ктитора се намира в проскомидията. Надписът се състои от седем реда, като последният е запазен фрагментарно, тъй като хоросанът е паднал. Надписът започва с името Йона с главни букви, написано с червено върху бял хоросан. Останалата част от надписа е изписана с малки букви, в черно. Текстът е поставен върху отворен лист папирус, носи ударения и духове и е следният:
| „ | ΙΩΝΑΣ μοναχὸς. κτήτωρ τοῦ [ἱεροῦ] // τούτου Ναοῦ ἀσκήσας ἐπὶ ΚΔ΄ἔ- // τη καὶ Γ΄. μῆνας, καὶ τελευτήσας τῷ // Α’.ΩΚΕ’ Σωτηρίῳ ἔτη Μαρτί Κ’. ἡμέ- // ρα Δ’. περὶ ὥραν Ι’. ὅλα δὲ τῆς πα- // ρούσης ζω[ῆς] Αὐτοῦ τὰ ἔτη ΠΗ’.// Διατηρήθη [……] Йона, монах, ктитор на този свещен храм, подвижнически се е трудил 24 години и 3 месеца, и е починал в годината 1825 от Спасението, на 11 март, ден сряда, около първия час. Целият му живот на тази земя беше 88 години. Съхрани се [....] | “ |

Ктиторският портрет на Йона е на втория етаж, в женската църква. Той е изобразен в цял ръст, държейки макет на храма в лявата си ръка. Има дълга бяла брада, носи черна качулка на главата си и е обърнат на ¾ надясно. В дясната му ръка, която е вдигната в молитвена поза, виси бяло молитвено въже. Над портрета на Йона има голям надпис, написан с бяло: ΙΩΝΑΣ ΜΟΝΑΧΟΣ (Йона монах). Под по-новия надпис старият е слабо видим: ΙΩΝΑΣ ΜΟΝΑΧΟΣ Ο ΚΤΙΤΩΡ ΤΗΣ ΕΚΚΛΗΣΙΑΣ (Йона монах ктиторът на църквата).

## Архитектура
Външно църквата е проста правоъгълна сграда с двускатен покрив. Принадлежи към типа трикорабна базилика с дървен покрив с размери 22 m х 11 m. На изток се издава само полукръглата ниша на светилището, докато на запад има двуетажен нартекс. Южната страна на църквата, където се намират и двата входа, е покрита с трем. Зидарията е особено сложна, главно в нишата на светилището, изградена от дялани пясъчник. Има четири отвора за осветление, обградени от дялани камъни, един в конхата на светилището и още три над нея. Западната и южната стена са измазани с варова мазилка, докато северната и източната стена запазват оригиналния си вид.

## Интериор
Вътрешната украса на паметника не следва единна стилистична линия. Останки от първия етап на живописта са запазени в горната зона на южната стена и във външните части на арките, където архиерейите са изобразени в елиптични дискове. Тези изображения са съвременни на ктиторския надпис и са датирани с относителна точност в периода 1798 – 1805 година. Останалата част от украсата на църквата е в битов стил и е по-късна – от около 1900 година и се приписва на различни художници, един от които е Христодулос Йоану от Сятища.
Царските икони датират от последните месеци на 1798 година и началото на 1799 година, съвременни на изграждането на храма.